# Hemioplisis asina
Hemioplisis asina är en fjärilsart som beskrevs av Druce 1892. Hemioplisis asina ingår i släktet Hemioplisis och familjen mätare. Inga underarter finns listade i Catalogue of Life.